# Melissoptila bonaerensis
Melissoptila bonaerensis är en biart som beskrevs av Holmberg 1903. Melissoptila bonaerensis ingår i släktet Melissoptila och familjen långtungebin. Inga underarter finns listade i Catalogue of Life.